# Kanton Le Haut-Nebbio
Der Kanton Le Haut-Nebbio war bis 2015 ein französischer Wahlkreis im Arrondissement Calvi, im Département Haute-Corse und in der Region Korsika. Sein Hauptort war Murato.
Der zehn Gemeinden umfassendeKanton war 349,17 km² groß und hatte 2596 Einwohner (Stand: 2012).

## Gemeinden
| Gemeinde              | Einwohner | Code postal | Code Insee |
| --------------------- | --------- | ----------- | ---------- |
| Lama                  | 130       | 20218       | 2B136      |
| Murato                | 555       | 20239       | 2B172      |
| Pietralba             | 314       | 20218       | 2B223      |
| Piève                 | 85        | 20246       | 2B230      |
| Rapale                | 131       | 20258       | 2B257      |
| Rutali                | 247       | 20239       | 2B265      |
| Sorio                 | 148       | 20246       | 2B287      |
| San-Gavino-di-Tenda   | 56        | 20246       | 2B301      |
| Santo-Pietro-di-Tenda | 332       | 20246       | 2B314      |
| Urtaca                | 172       | 20218       | 2B332      |